# Tulbaghia cernua
Tulbaghia cernua är en amaryllisväxtart som beskrevs av Fisch., C.A.Mey. och Avé-lall. Tulbaghia cernua ingår i släktet Tulbaghia och familjen amaryllisväxter. Inga underarter finns listade i Catalogue of Life.